# Willa „Anna”
Willa „Anna”  – zabytkowa secesyjna willa znajdująca się przy ul. Żeromskiego 10 w miejscowości Konstancin-Jeziorna pod Warszawą.

## Historia
Secesyjną willę ”Anna” zaprojektował Jan Heurich dla adwokata, wydawcy i redaktora warszawskiego tygodnika społeczno–literackiego „Głos” Alberta Klimpla i jego żony Anny z Kohlerów 1° Petzoldowej. Anna zmarła w 1913 roku. Po śmierci Alberta w 1930 roku willa została przekazana Kasie im. Mianowskiego i pełniła funkcję pensjonatu, a z zysków finansowano działalność naukową. Nadzór nad pensjonatem z ramienia rodziny pełnił brat Alberta, farmaceuta, właściciel warszawskiej apteki „Pod Sową” Leopold Klimpel (1865-1942). Gośćmi pensjonatu byli: Władysław Tatarkiewicz z żoną Teresą z Potworowskich, Walery Goetel, Oskar Halecki czy Stanisław Szober.  Po II wojnie światowej willa została upaństwowiona i stała się budynkiem wielorodzinnym. Nie była remontowana. W złym stanie w 2012 roku została sprzedana prywatnemu właścicielowi. Remontowana w latach 2015–2021.
Willa była prezentem dla żony od Alberta Klimpla i nosi jej imię.

## Opis
Budynek na planie kwadratu. Jest przykładem przeniesienia i  wykorzystania wzorców wiedeńskiej secesji. Od wschodu i zachodu ma ryzality. We wschodnilm umieszczono klatkę schodową, zachodni jest owalny, boniowany z loggią w facjacie, ma okna w kształcie podkowy. Od południa i północy dobudowano identyczne ażurowe ganki z barwnymi szybkami. 